# 北島明弘
北島 明弘（、1948年 - ）は日本の映画評論家。

## 経歴
1948年、長崎県に生まれる。さまざまな職種を経て、1975年、キネマ旬報社に入社。映画雑誌、映画書籍の編集に携わる。1989年、独立して映画評論家となる。SF映画、ホラー映画、ミステリ映画の著書多数。

## 著書

### 単著
- SFムービー史（1982年、芳賀書店） ISBN 9784826100892
- ホラー・ムービー史（1986年、芳賀書店） ISBN 9784826101196
- 外国映画俳優全集 女優編（1987年、キネマ旬報社） ISBN 9784873760261
- 外国映画人名事典 男優篇（1988年、キネマ旬報社） ISBN 9784873760315
- 宇宙生物大集合（1999年、キネマ旬報社） ISBN 9784873765235
- 何回でもみたくなるSF映画選集（2000年、講談社） ISBN 9784062564212
- 世界SF映画全史（2006年、愛育社） ISBN 9784750002583
- 世界ミステリー映画大全（2007年、キャプラ愛育社） ISBN 9784750003153
- プロが選んだはじめてのミステリー映画―北川れい子ベストセレクション50（2007年、近代映画社） ISBN 9784764821583 - 共著
- アメリカ映画100年帝国―なぜアメリカ映画が世界を席巻したのか?（2008年、近代映画社） ISBN  9784764821903
- 映画で読むエドガー・アラン・ポー（2009年、近代映画社） ISBN 9784764822788
- ミステリー映画を楽しむために〈上〉―その歴史と代表作を学ぼう（2009年、近代映画社） ISBN 9784764822535
- ミステリー映画を楽しむために〈下〉―その歴史と代表作を学ぼう（2009年、近代映画社） ISBN 9784764822658
- 映画で読むアガサ・クリスティー（2010年、近代映画社） ISBN 9784764823235
- クラシック名画のトリビア的楽しみ方: 映画ファンなら見ておきたい（2013年、近代映画社） ISBN 9784764823884

### 訳書
- フレッド・ジンネマン自伝（1993年、キネマ旬報社、フレッド・ジンネマン著） ISBN 9784873760667
- ハリウッド、危険な罠（1997年、扶桑社、ジョン オースティン著） ISBN 9784594023218
- SF大クロニクル（2016年、KADOKAWA、ヘイリー・ガイ著） ISBN 9784047319332